# Andreas Hagelund
Andreas Hagelund (Halden, 1881. november 15. – Fredrikstad, 1967. szeptember 19.) olimpiai bajnok norvég tornász.
Az 1906. évi nyári olimpiai játékokon indult tornában és összetett csapatversenyben aranyérmes lett.
Klubcsapata az Fredrikshalds Turnforening volt.